# Matthew Perry
Matthew Langford Perry (Williamstown, 19 de agosto de 1969 – Los Angeles, 28 de outubro de 2023) foi um ator e escritor norte-americano de origem canadense, mais conhecido por interpretar Chandler Bing na série de televisão Friends, o que lhe rendeu uma indicação ao Emmy de melhor ator coadjuvante em série de comédia em 2002. 
Em 2013, foi protagonista da série Go On, interpretando o locutor esportivo Ryan King. 
Seu último trabalho foi em 2017, interpretando o papel de Ted Kennedy na minissérie The Kennedys After Camelot.
Lançou em 2022 sua autobiografia: 'Friends, Lovers and the Big Terrible Thing'.
Segundo o site americano TMZ, Perry foi encontrado morto no dia 28 de outubro de 2023, em uma banheira de hidromassagem de sua casa, em Los Angeles. O ator teria sido vítima de afogamento.

## Biografia
Perry nasceu em Williamstown, nos Estados Unidos, porém foi criado em Ottawa, capital do Canadá. Ele possui dupla-nacionalidade, americana e canadense. Seu pai, John Bennett Perry, também é ator e fez uma participação especial em Friends como pai de Joshua, namorado de Rachel Green.
Seus pais se divorciaram quando ele tinha menos de um ano de idade. Matthew demonstrava um grande senso de humor desde pequeno. Seu pai também era ator e como Matthew morava no Canadá com sua mãe que detinha sua custódia, o garoto via na televisão o único modo de ver seu pai.
Mas durante a infância seu encanto pela televisão era ofuscado pela sua paixão pelo tênis; ele era considerado um bom jogador e chegou a participar de campeonatos nacionais no Canadá, porém percebeu que necessitava de mais talento para ser um jogador profissional. Enquanto o sonho de ser tenista diminuía, sua paixão pelo meio artístico se tornava cada vez maior. Logo Matthew passou a ingressar em cursos de teatro, primeiramente no seu colégio e posteriormente em institutos; destacava-se sempre por sua tranquilidade e facilidade de fazer os outros rirem em cima do palco. Entusiasmado com o sonho de ser ator, o jovem decidiu se mudar para Los Angeles, onde teria mais oportunidades e moraria com o pai.
No início de carreira, recebeu oportunidades em séries como 240-Robert, Charles in Charge, Silver Spoons e Second Chance. Bill Richert então lhe deu a chance de participar do filme A Night in the Life of Jimmy Reardon, onde contracenou com River Phoenix.

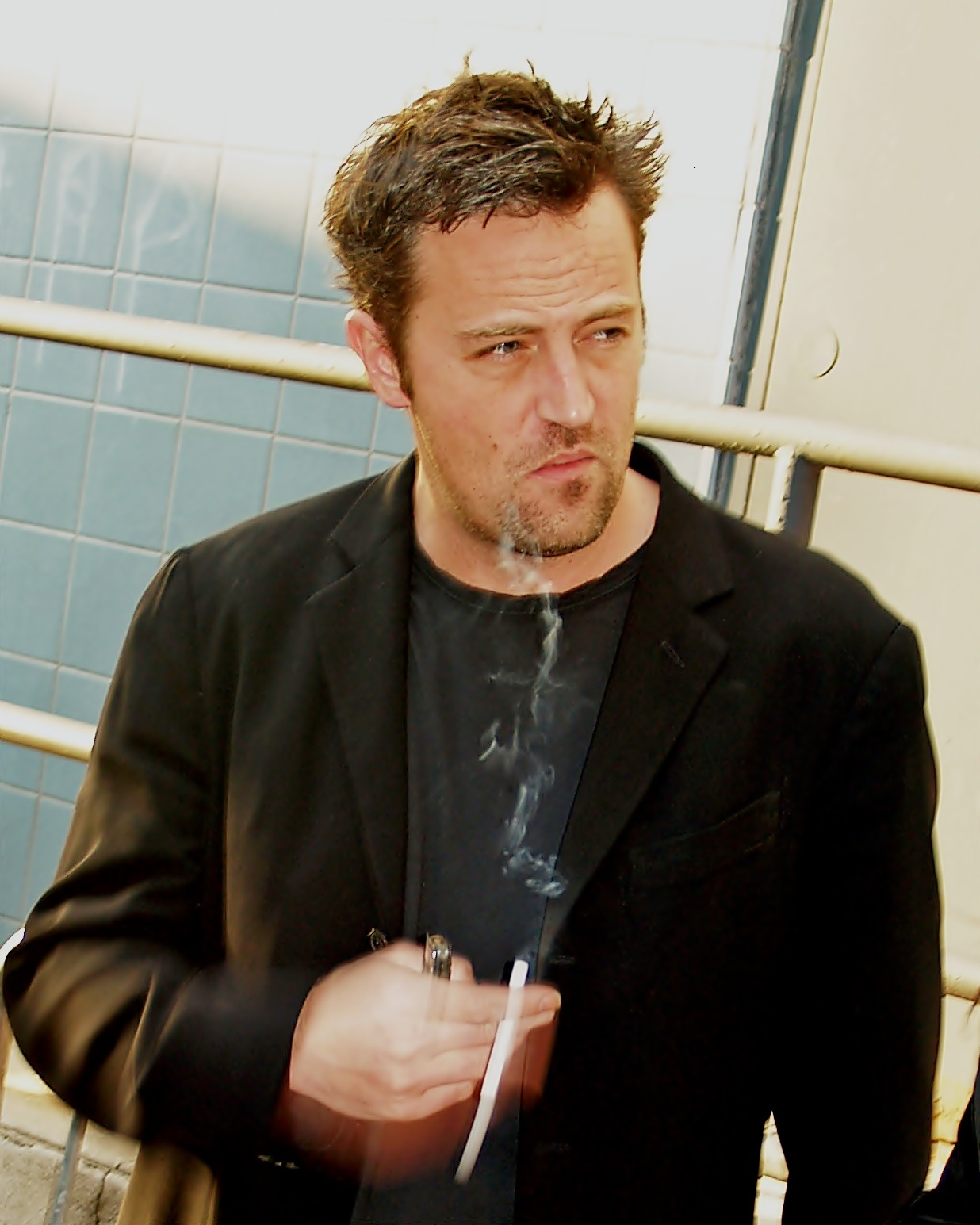
Perry em foto de David Shankbone.

Insatisfeito pelas poucas oportunidades e por perder papéis em séries famosas para atores mais experientes, Matthew decidiu escrever o piloto de uma série, junto com seu amigo Andrew Hill, que contava a história de um grupo de amigos que passavam a maior parte do tempo juntos. A história foi oferecida a Universal Studios que repassou a emissora NBC, que já tinha uma história bastante parecida, (Seinfeld e posteriormente Friends) mas os produtores de Friends ficaram impressionados com o talento do jovem. Sem receber uma resposta da NBC, Matthew Perry achou que seu piloto havia sido recusado e resolveu fazer o teste para a série L.A.X. 2094, uma série que mostraria Los Angeles no ano de 2094, onde foi aprovado. Os produtores de Friends, que há certo tempo procuravam um ator para interpretar o papel de Chandler Muriel Bing, um processador de dados que não era muito satisfeito com seu emprego e fazia piada de todos. Os produtores ofereceram o papel ao jovem ator, que apesar de adorar o pedido, não poderia interpretar o papel por já estar comprometido com a outra série. Porém, a série L.A.X. 2094 não foi aceita e Matthew pode fazer parte do grupo de Friends.

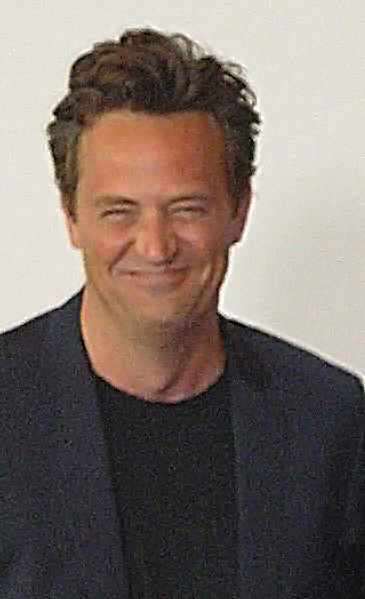
Perry em 2010.

Mathew Perry e seus companheiros, David Schwimmer, Courteney Cox, Jennifer Aniston, Matt LeBlanc e Lisa Kudrow, passaram de seis jovens normais a atores expressamente famosos. Os produtores da série, Marta Kauffman, David Crane e Kevin S. Bright, ficaram impressionados com a sintonia dos seis atores, que pareciam se conhecer há muito tempo. Os atores costumavam jogar poker durante os intervalos das filmagens.
O segredo apontado por Matthew e por todos que fizeram parte de Friends foi a união entre eles. Enquanto vivia sua época áurea, Matt (como é chamado pelos amigos) começava a passar por uma drama particular. Durante as férias, ele sofreu um pequeno acidente de Jet Ski. Para aliviar os efeitos do acidente, ele iniciou um tratamento à base de analgésicos, porém começou a aumentar a dose até o ponto de ficar viciado. Porém Matthew foi a público e revelou a todos o que estava acontecendo; ele passou por seguidas internações, tendo de interromper algumas gravações de Friends e outros filmes. Matthew então conseguiu se livrar do vício.
Com o fim de Friends, os seis atores de Friends passaram a receber na última temporada uma quantia de 1 milhão de dólares por episódio.
Matthew Perry ganhou uma série de prêmios por suas atuações. Com o fim de Friends, ele fez parte de outra sitcom, Studio 60, que foi um sucesso de crítica, rendendo indicações ao Emmy e a outros vários prêmios, mas o seriado foi cancelado antes do início da segunda temporada.
Matt fez parte do filme 17 Again, onde ele interpreta um homem de meia idade, pai de dois filhos, que está prestes a se divorciar e que na época de colégio era uma promessa de craque do Basketball. Certo dia ele visita o colégio onde estudou e algo misterioso acontece, ele passa a ter 17 anos novamente, sendo interpretado por Zac Efron, e tem a chance de reescrever seu passado. O filme foi um sucesso de bilheteria, sendo o número um no Estados Unidos e em grande parte do mundo.
Em 2012, Matthew aceitou a estrelar um piloto da NBC, criado pelo escritor e produtor de Friends, Scott Silveri. Go On teve a primeira temporada completa de 22 episódios. Já em 2014 fez uma participação especial no seriado Cougar Town, contracenando com Courteney Cox, que foi sua par romântica em Friends.
No auge da carreira, Perry sofreu de dependência com analgésicos e álcool. Lutando contra isso, Perry frequentou clínicas de reabilitação em diversas ocasiões.

## Morte
Em 28 de outubro de 2023, o site TMZ noticiou sua morte. Segundo as primeiras informações, um funcionário da casa de Perry ligou para as autoridades dizendo que o ator teria sofrido uma parada cardíaca. Mas quando as autoridades chegaram a casa, encontraram o corpo de Perry dentro de uma banheira de hidromassagem da sua mansão em Pacific Palisades, indicando que o ator supostamente teria se afogado. Não foram encontradas drogas no local. Os primeiros resultados da autópsia foram inconclusivos e as autoridades ainda aguardavam a realização de mais exames para determinar a causa da morte. Perry era solteiro, mas certa vez afirmou em uma entrevista à revista People que desejava casar e ter filhos.

O elenco de Friends divulgou um comunicado lamentando a morte de Perry:
"Estamos todos totalmente arrasados com a perda de Matthew. Éramos mais do que apenas colegas de elenco. Nós somos uma família. Há muito a dizer, mas agora vamos reservar um momento para lamentar e processar esta perda incompreensível. Com o tempo diremos mais, como e quando pudermos. Por enquanto, nossos pensamentos e nosso amor estão com a família de Matty, seus amigos e todos que o amavam ao redor do mundo."
Matthew foi enterrado no Forest Lawn Memorial Park em Los Angeles, perto de onde Friends foi gravada. Um funeral privado foi realizado para o ator em 3 de novembro, no qual seus colegas de elenco da série compareceram a despedida.
Em dezembro de 2023, a autópsia revelou que o ator faleceu devido ao efeito agudo da cetamina, e que ele se afogou de forma acidental.
Em maio de 2024, a polícia de Los Angeles abriu uma investigação para determinar como Perry obteve a alta dose de cetamina que causou sua morte. Segundo o NY Times, Perry havia buscado anteriormente a terapia com cetamina, como alternativa para depressão, ansiedade e outros problemas de saúde mental. No entanto, quando os médicos de uma clínica local se recusaram a aumentar sua dosagem, ele procurou a droga em outros lugares. Perry acabaria pagando pelo menos $55.000 no Mercado negro por cetamina ao longo de cerca de um mês. Nos dias finais que antecederam a sua morte, Perry injetava a droga de seis a oito vezes por dia. Pelo menos duas vezes, o ator foi encontrado inconsciente em casa. Cinco pessoas foram acusadas pelo crime: o assistente pessoal de Perry, dois médicos, uma mulher acusada de ser traficante e um conhecido que se declarou culpado de atuar como intermediário.

## Carreira

### Cinema
| Ano  | Filme                                | Título em português                | Personagem              | Notas              |
| ---- | ------------------------------------ | ---------------------------------- | ----------------------- | ------------------ |
| 1988 | A Night in the Life of Jimmy Reardon | Uma Noite na Vida de Jimmy Reardon | Fred Roberts            |                    |
| 1988 | Dance 'Til Dawn                      |                                    | Roger                   |                    |
| 1989 | She's Out of Control                 | Não mexa com a minha filha         | Timothy                 |                    |
| 1993 | Deadly Relations                     |                                    | George Westerfield      |                    |
| 1994 | Getting In                           |                                    | Randall Burns           |                    |
| 1997 | Fools Rush In                        | E agora, meu amor?                 | Alex Whitman            |                    |
| 1998 | Almost Heroes                        |                                    | Leslie Edwards          |                    |
| 1999 | Three to Tango                       |                                    | Oscar Novak             |                    |
| 2000 | The Whole Nine Yards                 | Meu vizinho mafioso                | Nicholas 'Oz' Oseransky |                    |
| 2000 | Disney's The Kid                     |                                    | Sr. Vivian              |                    |
| 2002 | Serving Sara                         |                                    | Joe Tyler               |                    |
| 2004 | The Whole Ten Yards                  | Meu vizinho mafioso 2              | Oz                      |                    |
| 2005 | Hoosiers II: Senior Year             |                                    | Técnico Norman Dale Jr. |                    |
| 2006 | The Ron Clark Story                  |                                    | Ron Clark               |                    |
| 2007 | Numb                                 |                                    | Hudson                  | Produtor executivo |
| 2008 | Birds of America                     |                                    | Morrie Tanager          |                    |
| 2009 | 17 Again                             | Dezessete Outra Vez                | Mike O'Donnell          |                    |
| 2021 | Friends: The Reunion                 | Friends: A Reunião                 | Ele mesmo               |                    |

### Televisão
| Ano       | Série                                                    | Personagem            | Notas                                                          |
| --------- | -------------------------------------------------------- | --------------------- | -------------------------------------------------------------- |
| 1979      | 240-Robert                                               | Arthur                | Episódio 1.6: "Bank Job"                                       |
| 1983      | Not Necessarily the News                                 | Bob                   | Episódio 1.10: "Audrie in Love"                                |
| 1985      | Charles in Charge                                        | Ed Stanley            | Episódio 1.20: "The Wrong Guy"                                 |
| 1986      | Silver Spoons                                            | Davey                 | Episódio 5.6: "Rick Moves Out"                                 |
| 1987-1988 | Second Chancee (também conhecido como Boys Will Be Boys) | Chazz Russell         | 21 episódios                                                   |
| 1988      | Dance 'Til Dawn                                          | Roger                 | FIlme para a TV                                                |
| 1988      | Just the Ten of Us                                       | Ed                    | Episódio 2.4: "The Dinner Test" Credited as Matthew L. Perry   |
| 1988      | Highway to Heaven                                        | David Hastings        | Episódio 5.2: "Hello and Farewell"                             |
| 1989      | Empty Nest                                               | Bill aged 18          | Episódio 1.21: "A Life in the Day"                             |
| 1989      | Growing Pains                                            | Sandy                 | 3 episódios                                                    |
| 1990      | Sydney                                                   | Billy Kells           | 13 episódios                                                   |
| 1990      | Who's the Boss?                                          | Benjamin Dawson       | Episódio 7.8: "Roomies"                                        |
| 1990      | Call Me Anna                                             | Desi Arnaz, Jr.       | FIlme para a TV                                                |
| 1991      | Beverly Hills, 90210                                     | Roger Azarian         | Episódio 1.18: "April Is the Cruelest Month"                   |
| 1992      | Sibs                                                     | Desconhecido          | Episódio 1.18: "What Makes Lily Run?"                          |
| 1992      | Dream On                                                 | Alex                  | Episódio 3.23: "To the Moon, Alex!"                            |
| 1993      | Home Free                                                | Matt Bailey           | Main cast member; appeared in all 13 episodes                  |
| 1993      | Deadly Relations                                         | George Westerfield    | Filme para a TV                                                |
| 1994      | L.A.X. 2194                                              | Blaine                | Piloto                                                         |
| 1994      | Parallel Lives                                           | Willie Morrison       | Filme para a TV                                                |
| 1994-2004 | Friends                                                  | Chandler Bing         | Elenco fixo                                                    |
| 1995      | The John Larroquette Show                                | Steven                | Episódio 2.21: "Rachel Redux"                                  |
| 1995      | Caroline in the City                                     | Chandler Bing         | Episódio 1.6: "Caroline and the Folks"                         |
| 2001      | The Simpsons                                             | Matthew Perry         | Episódio 13.1: "Treehouse of Horror XII"                       |
| 2002      | Ally McBeal                                              | Attorney Todd Merrick | Episódios 5.16 e 5.17: "Love Is All Around" Parts 1 and 2      |
| 2003      | The West Wing                                            | Joe Quincy            | 3 episódios                                                    |
| 2004      | Scrubs                                                   | Murray Marks          | Episódio 4.11: "My Unicorn"; diretor                           |
| 2006      | The Ron Clark Story                                      | Ron Clark             | Filme para a TV                                                |
| 2006-2007 | Studio 60 on the Sunset Strip                            | Matt Albie            | 22 episódios                                                   |
| 2009      | The End of Steve                                         | Steve                 | Episódio 1.1: "Piloto" Co-creator and writer                   |
| 2010      | Mr. Sunshine                                             | Ben Donovan           | Co-criador                                                     |
| 2012      | The Good Wife                                            | Mike Kresteva         | Recorrente                                                     |
| 2012-2013 | Go On                                                    | Ryan King             | 22 episódios                                                   |
| 2013      | Hollywood Game Night                                     | Ele mesmo             | Episódio:"The One With the Friends"                            |
| 2014      | Cougar Town                                              | Sam                   | Episódio: "Like a Diamond"                                     |
| 2015-2017 | The Odd Couple                                           | Oscar Madison         | Ator, escritor e produtor executivo                            |
| 2017      | The Good Fight                                           | Mike Kresteva         | Papel recorrente (3 episódios)                                 |
| 2017      | The Kennedys After Camelot                               | Ted Kennedy           | Minissérie televisiva. 4 episódios. Ator e produtor executivo. |

## Prêmios e indicações
| Ano  | Prêmio                     | Categoria                                                                     | Trabalho                      | Resultado |
| ---- | -------------------------- | ----------------------------------------------------------------------------- | ----------------------------- | --------- |
| 1995 | Screen Actors Guild Awards | Melhor Elenco em Série de Comédia - com o resto do elenco                     | Friends                       | Venceu    |
| 1996 | American Comedy Awards     | Apoio Masculino Mais Engraçado em Série de TV - com David Schwimmer           | Friends                       | Indicado  |
| 2000 | TV Guide Awards            | Escolha do Editor - com todo o elenco e Jane Sibbett e John Christopher Allen | Friends                       | Venceu    |
| 2002 | Emmy Awards                | Melhor Ator em Série de Comédia                                               | Friends                       | Indicado  |
| 2002 | Kids' Choice Awards        | Ator Favorito de Televisão                                                    | Friends                       | Indicado  |
| 2003 | Emmy Awards                | Melhor Ator Convidado em Série de Drama                                       | The West Wing                 | Indicado  |
| 2004 | Emmy Awards                | Melhor Ator Convidado em Série de Drama                                       | The West Wing                 | Indicado  |
| 2004 | Teen Choice Awards         | Ator Favorito em Série de Comédia                                             | Friends                       | Venceu    |
| 2006 | Satellite Awards           | Melhor Ator em Série de Drama                                                 | Studio 60 on the Sunset Strip | Indicado  |
| 2006 | TV Land Awards             | Melhor casamento da TV - com Courteney Cox                                    | Friends                       | Indicado  |
| 2007 | Emmy Awards                | Melhor Ator em Minissérie ou Filme                                            | The Ron Clark Story           | Indicado  |
| 2007 | Golden Globes              | Melhor Ator em Minissérie ou Filme para Televisão                             | The Ron Clark Story           | Indicado  |
| 2007 | Screen Actors Guild Awards | Melhor Ator em Minissérie ou Filme para Televisão                             | The Ron Clark Story           | Indicado  |
| 2016 | People's Choice Awards     | Melhor ator de comédia para TV                                                | The Odd Couple                | Indicado  |